# Albina Kelmendi
Albina Kelmendi, född 27 januari 1998 i Peja i Kosovo, är en kosovoalbansk sångare och låtskrivare.
Hon studerade klarinett och piano innan hon började uppträda tillsammans med sin familj i gruppen Family Band. År 2014 deltog hon i talangprogrammet The Voice of Albania och slutade på andra plats i tävlingen. Hennes coach i programmet Elsa Lila föreslog senare att hon skulle ställa upp i Festivali i Këngës, Albaniens uttagning till Eurovision Song Contest. I april 2022 släppte hon sitt debutalbum "Nana loke".
Kelmendi och hennes familj representerade Albanien i Eurovision Song Contest 2023 med låten "Duje". De framträdde under artistnamnet Albina & Familja Kelmendi och i gruppen fanns fem av hennes familjemedlemmar: syskonen Albin, Sidorela och Vesa samt hennes föräldrar Albana och Bujar.